# Babant
Babant – rzeka (struga) w północno-wschodniej Polsce.

## Przebieg
Jest to dopływ Krutyni, która w miejscu połączenia zwana jest jeszcze Babięcką Strugą. Przyjmuje się, że struga bierze swój początek w jeziorze Pierwój, a kończy w jeziorze Tejsowo. Ostatni odcinek, od Tejsowa do Babięckiej Strugi nazywa się Czarną Strugą.
Właściwy bieg rzeki z przedstawiono od dołu do góry. Drukiem wytłuszczonym zaznaczono nurt główny rzeki, zwykłym dopływy.
- Babięcka Struga
  - Czarna Struga
    - Tejsowo
      - Kały
        - jezioro Krawienko
          - Krawno

      - Babięty Małe
        - Babant
          - Babięty Wielkie
            - jezioro Rańskie
            - Słupek
              - Jezioro Miętkie
                - Zaleśno
                  - Bobrek

            - Kamionka
            - jezioro Stromek
              - Babant
                - jezioro Pierwój

## Szlak kajakowy
Szlak kajakowy na Babancie posiada następujące parametry:
- skala trudności - ocena: ZWB-ZWC (łatwy, częściowo nieco trudny),
- skala uciążliwości - ocena: U5 (bardzo uciążliwy - dużo mielizn i bardzo dużo zwalonych drzew, konieczność częstego holowania kajaka),
- skala atrakcyjności - ocena: *** (bardzo malowniczy)[1].